# Oxyopes pallidus
Oxyopes pallidus är en spindelart som först beskrevs av Carl Ludwig Koch 1838.  Oxyopes pallidus ingår i släktet Oxyopes och familjen lospindlar. Inga underarter finns listade i Catalogue of Life.